# Yvette Herrell
Stella Yvette Herrell (Ruidoso, 16 marzo 1964) è una politica statunitense, membro della Camera dei rappresentanti per lo stato del Nuovo Messico dal 2021 al 2023.

## Biografia
Nata a Ruidoso, nel Nuovo Messico, Herrell è un membro del popolo nativo dei Cherokee. Dopo aver frequentato la Cloudcroft High School, ha conseguito il diploma di segretaria legale presso l'ITT Technical Institute School of Business di Boise, Idaho.  Ha quindi lavorato come agente immobiliare ad Alamogordo, New Mexico.
La Herrell si è iscritta al Partito Repubblicano candidandosi alla Camera dei rappresentanti del Nuovo Messico venendo eletta nel 2010.
Dopo essere stata rieletta per altri quattro mandati, sino al 2019, si è candidata alla Camera dei rappresentanti sempre per il Nuovo Messico per il 2º distretto. Il 3 novembre 2020 è stata eletta deputata sconfiggendo la democratica in carica Xochitl Torres Small e si è insediata il 3 gennaio successivo.